# وارنر سكاراب
وارنر سكاراب محرك طائرة شعاعي أمريكي، مكون من 7 أسطوانات وصُنع بواسطة مؤسسة وارنر للطائرات في ديترويت في ميشيجان في عام 1928. استمر إنتاجه حتى بداية الأربعينيات، وعُرف في الخدمة العسكرية بمسمى أر-240.

## الطرازات
- سكاراب اس 50

محرك شعاعي مكون من 7 أسطوانات و يُبرد بالهواء. كُشف عنه في عام 1928، وأُنتج بقطر أسطوانة وطول شوط يساويان 4.25 بوصة، و نسبة انضغاط 1:5.2.
بلغت قدرة المحرك 125 حصان (93 كيلو وات) عند 2050 دورة/دقيقة، وكانت سعته و وزنه الصافي على الترتيب 7 لتر و129 كجم.
- سكاراب جونيور

نسخة مكونة من 5 أسطوانات، عُرضت في عام 1930. بلغت قدرته 90 حصان (67 كيلو وات) عند 2125 دورة/دقيقة، وكانت سعته ووزنه الصافي على الترتيب 5 لتر و104 كجم.
- سوبر سكاراب اس اس-50/50 ايه

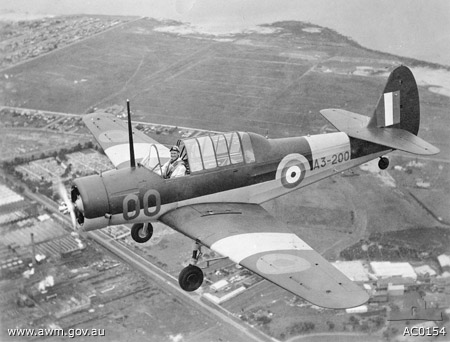
واكيت كاك

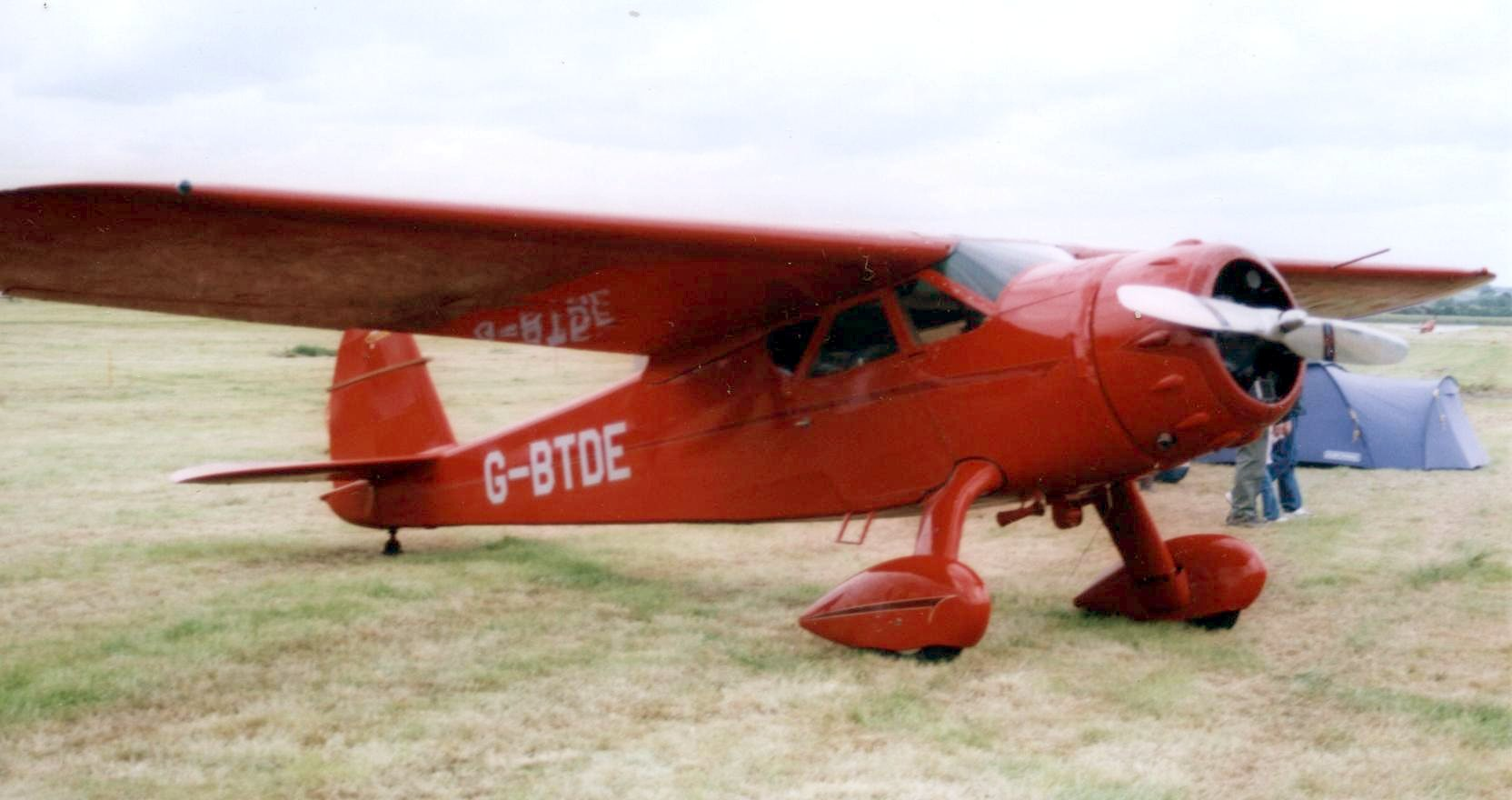
سيسنا اير ماستر.

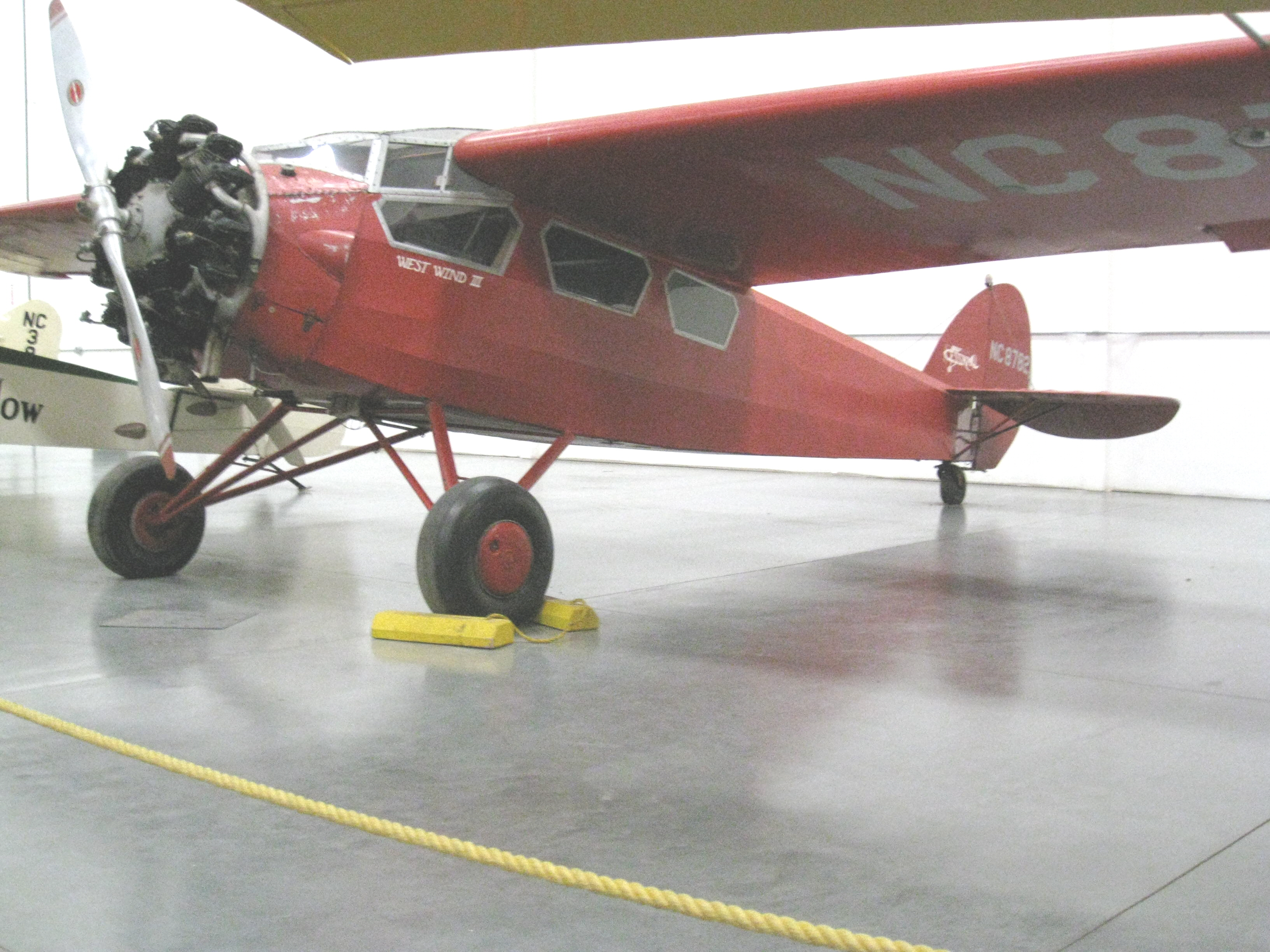
سيسنا الطراز ايه دبليو

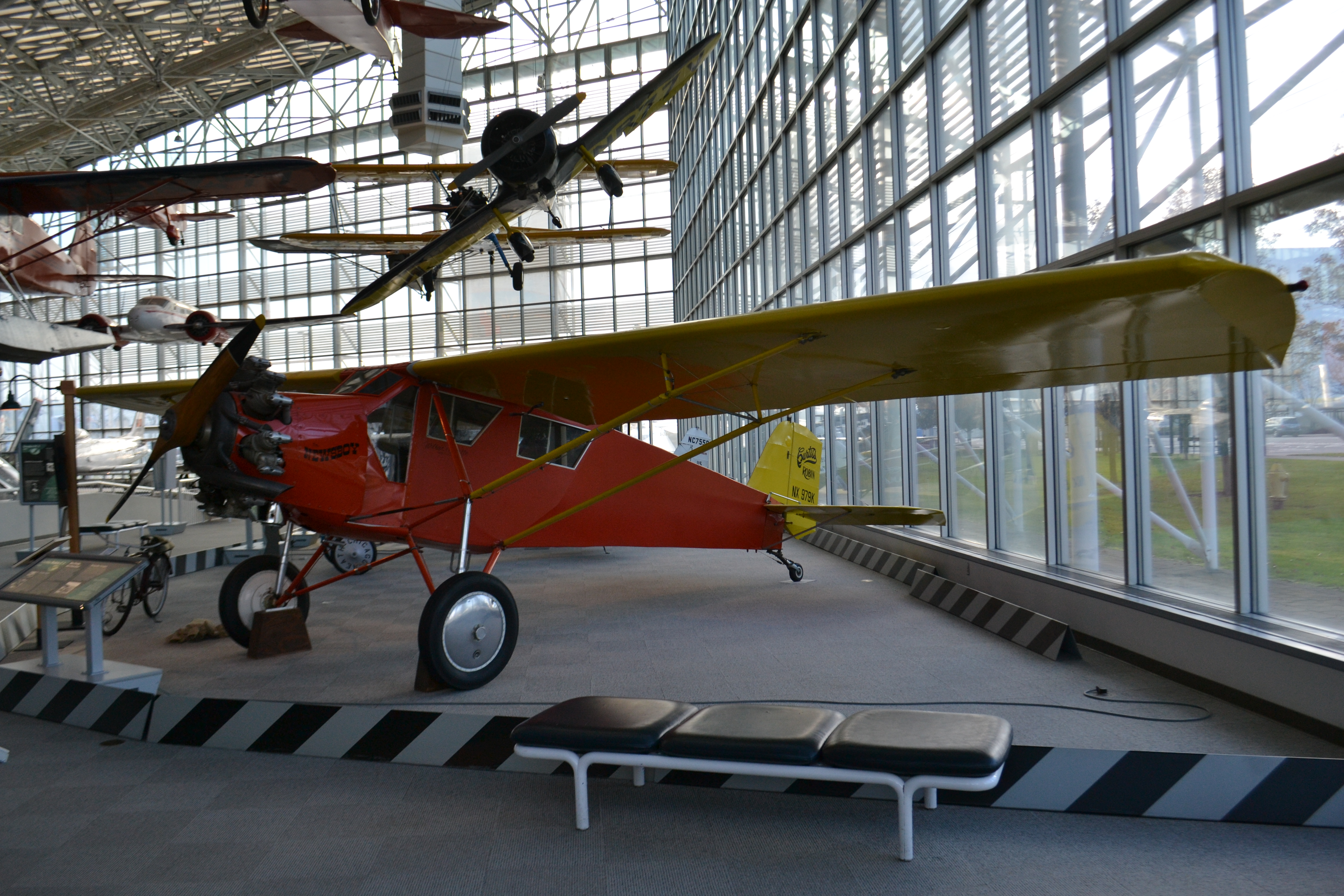
كيرتس إكس سي-10

أُنتجت هذه النسخة بقطر أسطوانة أكبر مقداره 4.625 بوصة، لتنتج قدرة 145حصان (108 كيلو وات) عند 2050 دورة/دقيقة، وبسعة قدرها 8 لتر ووزن صافي 137 كجم.
- سوبر سكاراب اس اس-165

زودت نسبة الانضغاط في هذه النسخة من 1:5.2 إلى 1:6.4 لتصبح القدرة الناتجة 165 حصان (123 كيلو وات) عند 2100 دورة/دقيقة.

بلغ الوزن الصافي للمحرك 155 كجم.
- سوبر سكاراب اس اس-185

زود قطر الأسطوانة إلى 4.875 بوصة، لينتج المحرك قدرة 185 حصان (138 كيلو وات) عند 2175 دورة/دقيقة. بلغت سعة المحرك 9 لتر، وبلغ وزنه الصافي 156 كجم.
- أر-420

التسمية العسكرية لمحرك سكاراب.
- أر-500

التسمية العسكرية لمحرك سوبر سكاراب 165.
- 145

تسمية بديلة لمحرك وارنر سوبر سكاراب اس اس-50/50 ايه.
- 165

تسمية بديلة لمحرك سوبر سكاراب 165.
- 185

تسمية بديلة لمحرك وارنر سوبر سكاراب 185 (اسُتخدم في الأساس للمروحيات).

## التطبيقات
استُخدم المحرك في العديد من الاستخدامات، من ضمنها طائرة سيسنا ايرماستر و فيرتشايلد 24. كما استُخدم لتشغيل طائرة سيكورسكي أر-4 في عام 1942، وكانت أول مروحية تُنتج.
مازالت العديد من هذه المحركات تشغل الطائرات التي وُضعت فيها حتى اليوم.
كانت محركات وارنر ذات القدرة الحصانية 145 و165 أكثر المحركات الشعاعية الصغيرة التي اسُتخدمت في الطائرات الأمريكية المصنعة قبل الحرب العالمية الثانية، وذلك بسبب توفر قطع الغيار الجيدة للمحركات التي استُخدمت في طائرات الحرب العالمية الثانية مثل فيرتشايلد يو سي 61 اس، وطائرة مييرس أو تي دبليو اس.
تُطلب محركات وارنر أيضاً بسبب حجمها المناسب و قدرتها، وكبديلاً لمحركات العديد من طائرات حقبة الحرب العالمية الأولى سواء أصلية أو مرممة، والتي كانت مزودة في الأصل بمحركات دوارة.
استُخدم المحرك في الطائرات التالية:
- كاك واكيت
- سيسنا اير ماستر
- سيسنا الطراز ايه دبليو
- كيرتس إكس سي-10
- دافيس دي-1
- فيرتشايلد 22 سي 7 إي، و سي 7 إف
- فيرتشايلد 24 سي 8 بي
- فلييت الطراز 1
- جي بي سبورتستر
- هارلو بي جيه سي-2
- ميريس أو تي دبليو
- مونو كوبيه 110
- باسبد سكايلارك
- ريدفيرن نيوبورت 24/17
- ريان اس-سي
- ريان اس تي دبليو
- ساندس فوكر دي أر.1 ثلاثية السطح
- سيكورسكي أر-4
- ستنسون اس إم-2
- واكو 10 (واكو رسو).
- واكو ربا
- واكو بنف وأرنف

## المواصفات (سكاراب 50)

### مواصفات عامة
- النوع: محرك طائرة شعاعي مكون من 7 أسطوانات ويُبرد بالهواء.
- قطر الأسطوانة: 108 مم.
- الشوط: 108 مم.
- السعة: 6.92 لتر.
- الطول: 35.5 سم.
- الارتفاع: 93 سم.
- الوزن الصافي: 132.5 كجم.

### المكونات
- سلسة صمامات: صمام دخول وصمام عادم لكل أسطوانة.
- نظام الوقود: 2 مكربن من نوع سترومبرج.
- نوع الوقود: بنزين الطائرات.
- نظام التزييت: الحوض الجاف (بالإنجليزية: Dry sump)‏.
- نظام التبريد: تبريد بالهواء.

### الأداء
- القدرة الناتجة: 125 حصان عند 2050 دورة/دقيقة.
- نسبة الانضغاط: 1:5.15
- نسبة القدرة إلى الوزن: 0.43 حصان/باوند.

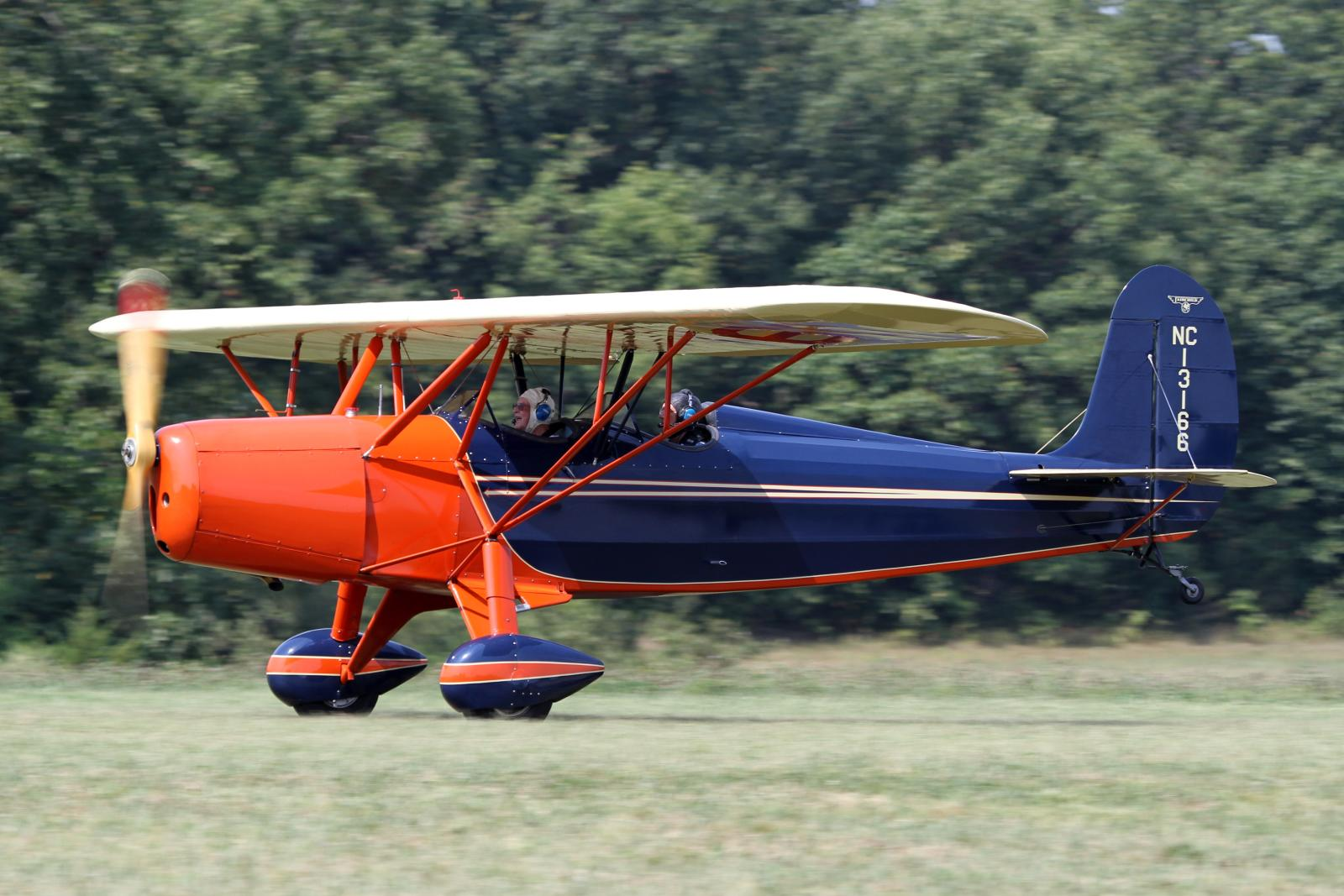
فيرتشايلد 22.
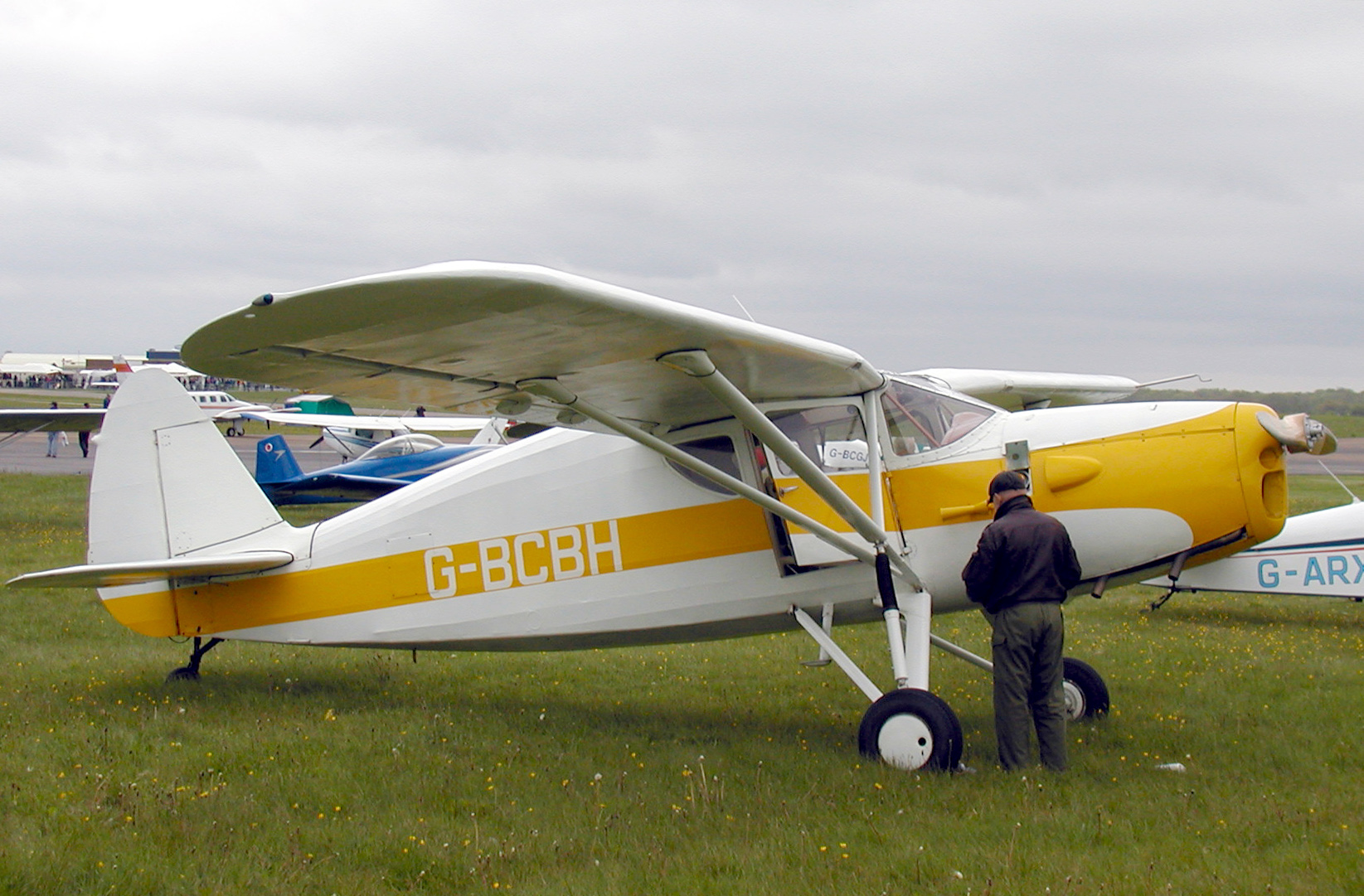
فيرتشايلد 24.
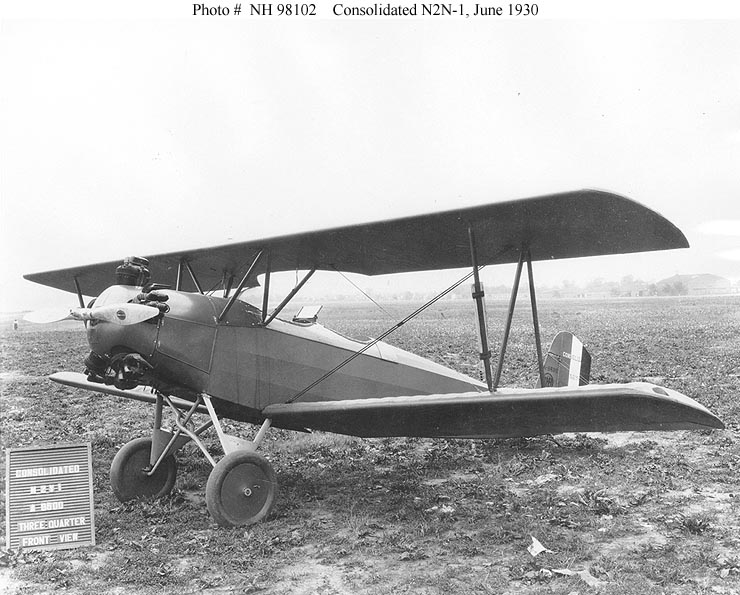
فلييت الطراز 1.
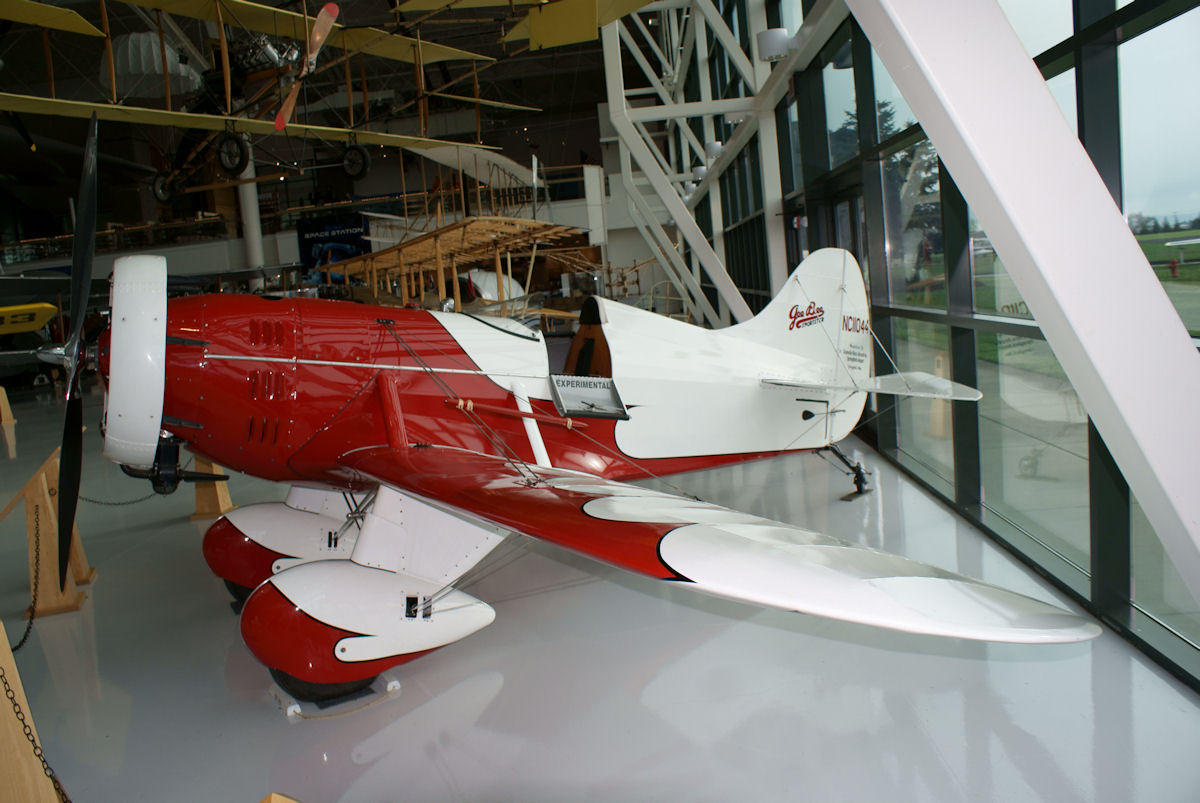
جي بي سبورتستر.
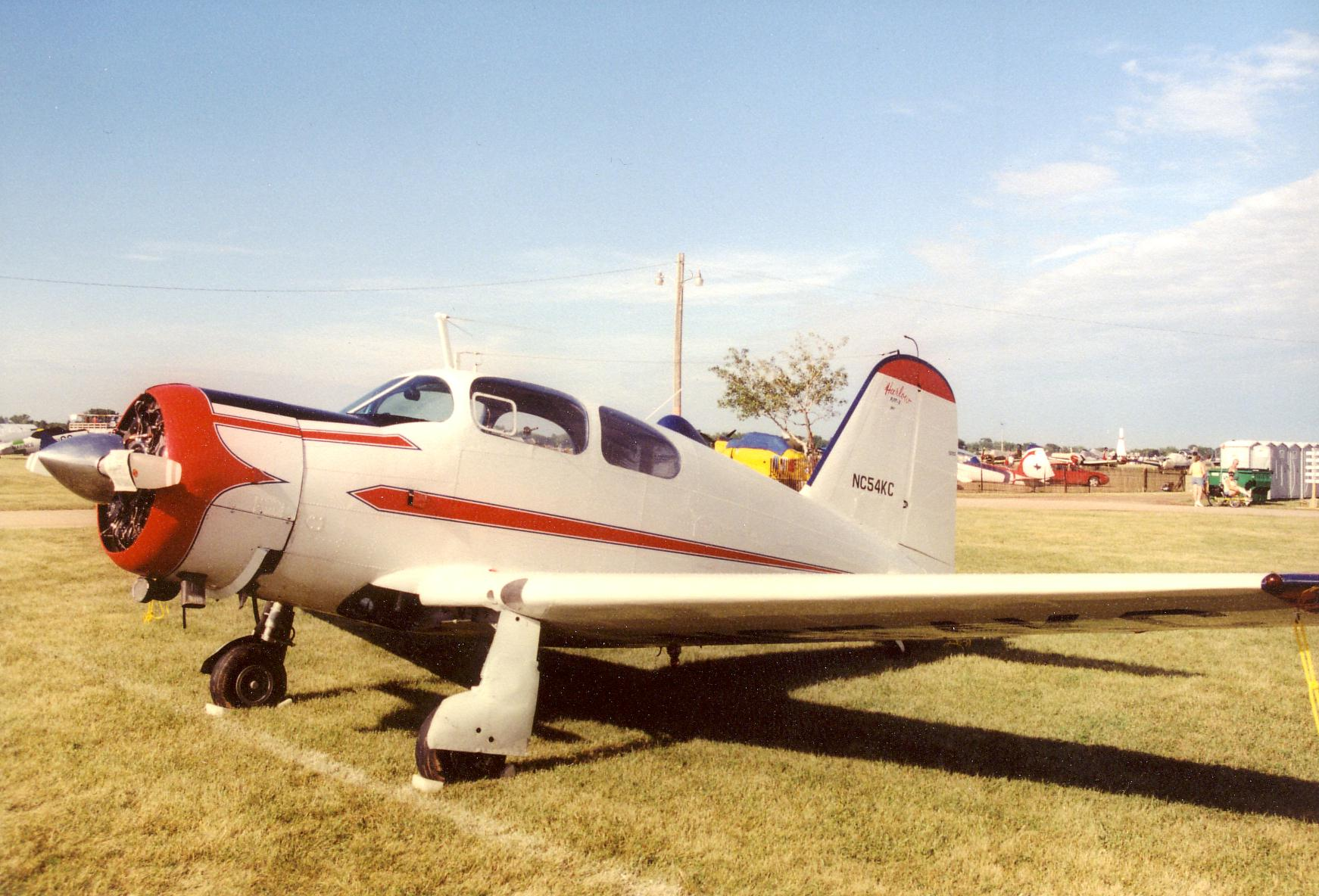
هارلو بي جيه سي-2.
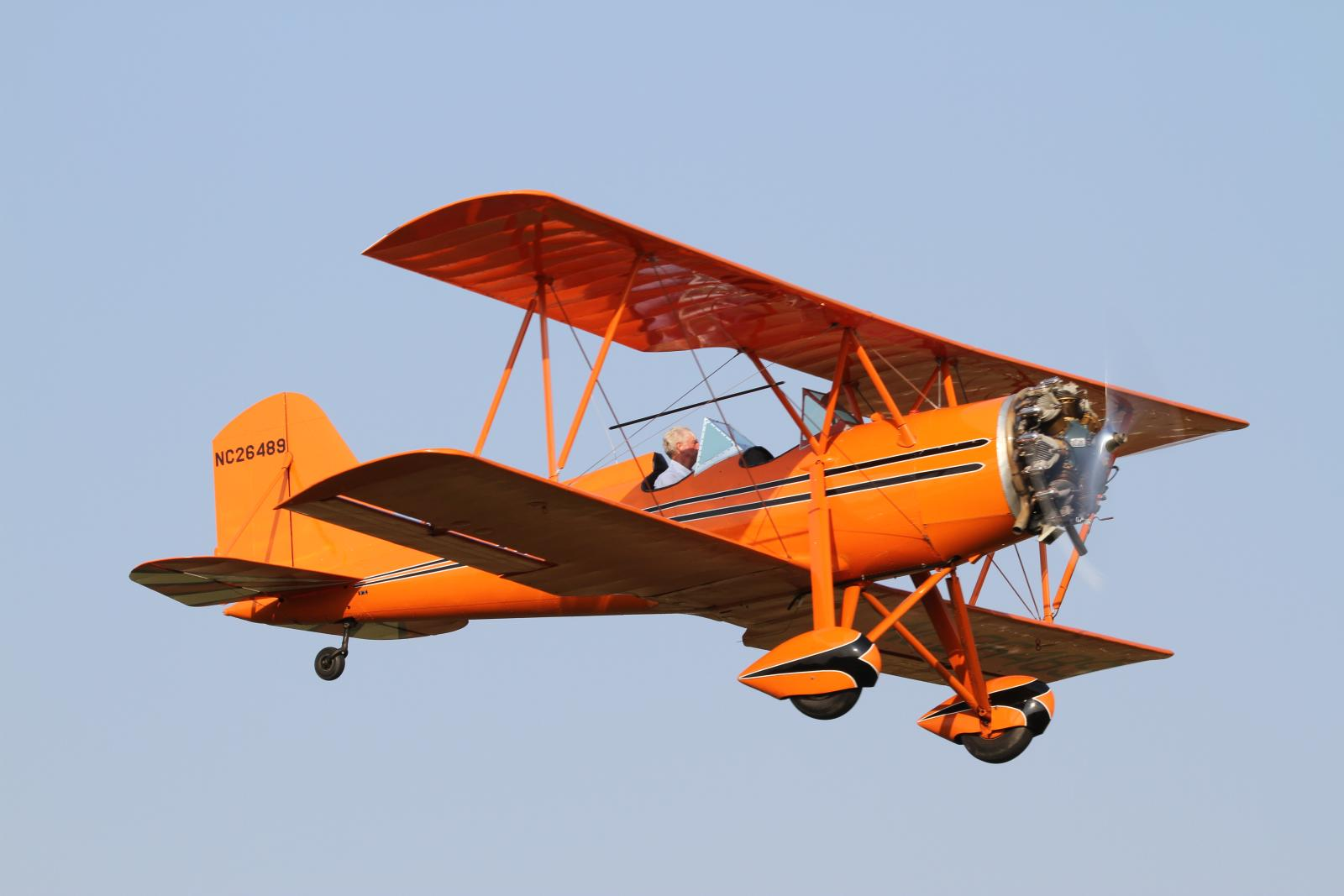
ميريس أو تي دبليو.
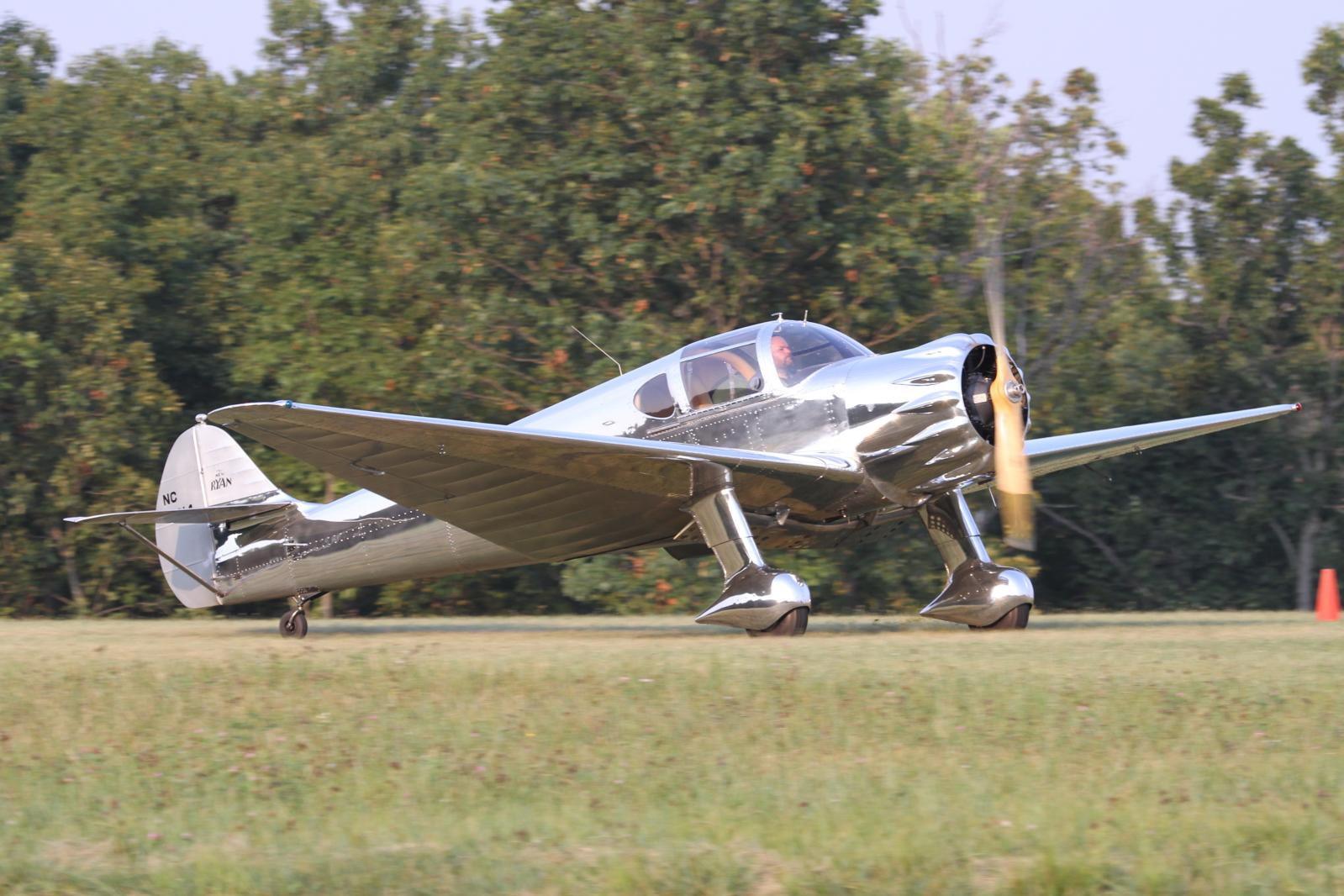
ريان اس-سي.
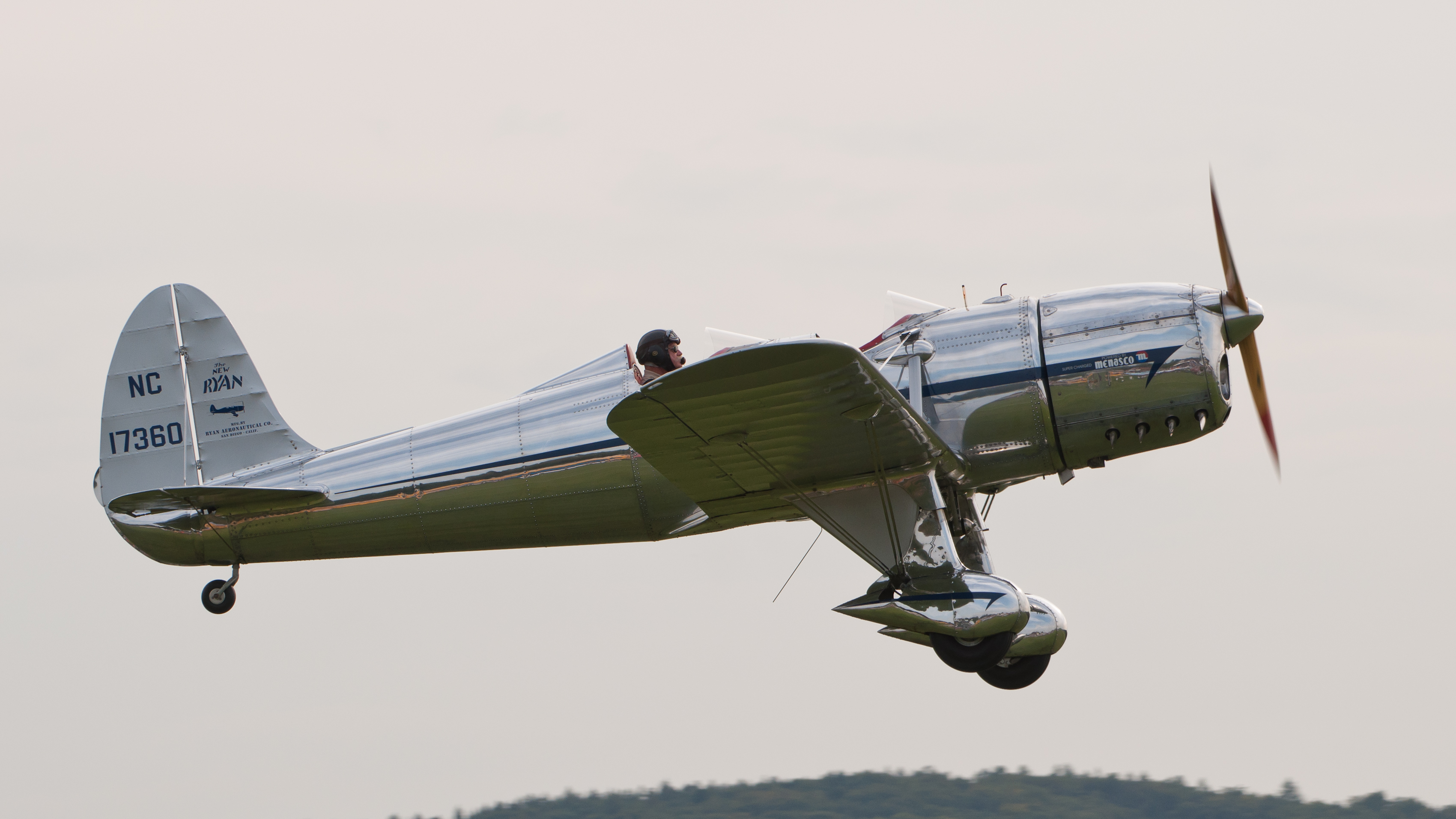
ريان اس تي دبليو.
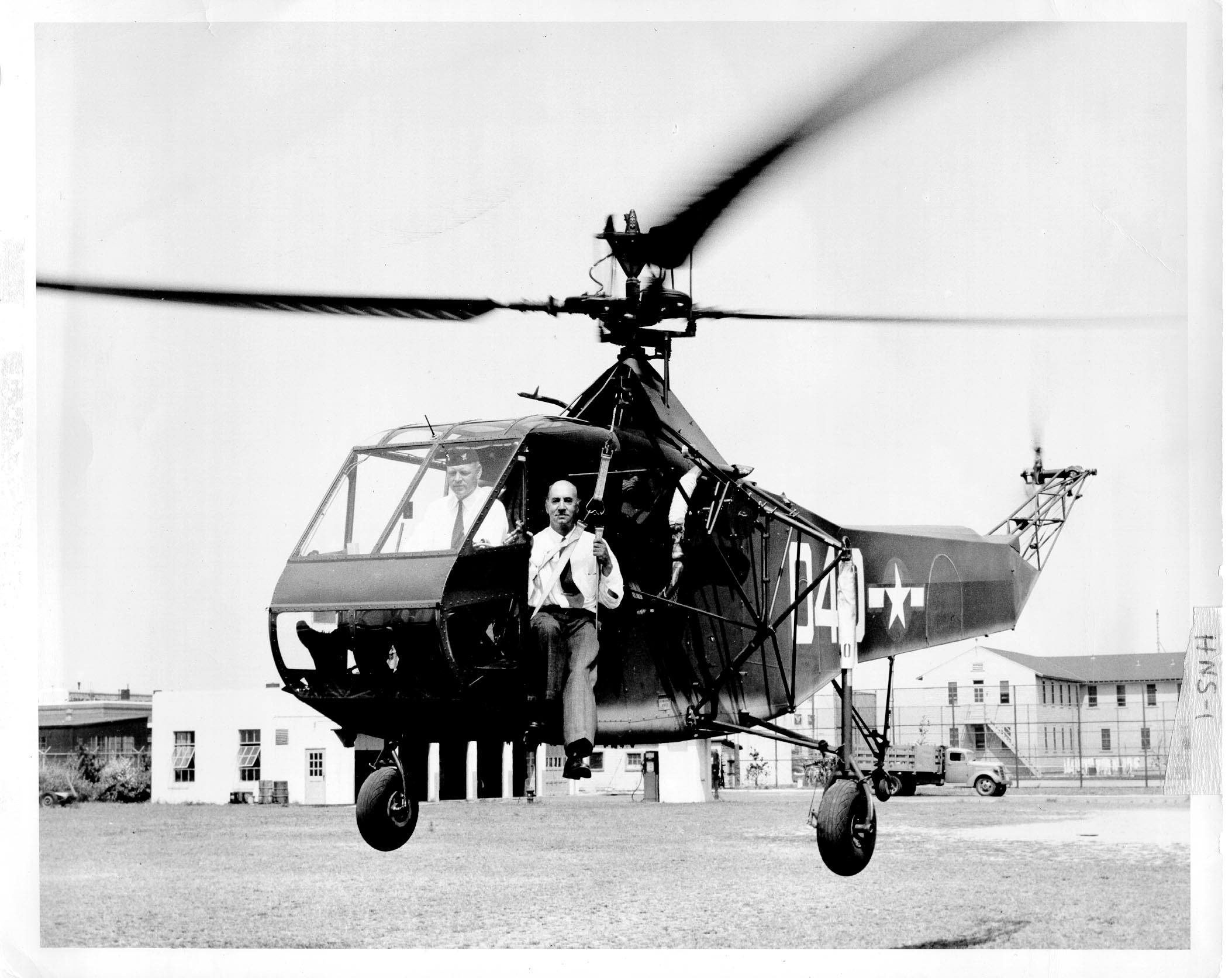
سيكورسكي أر-4.
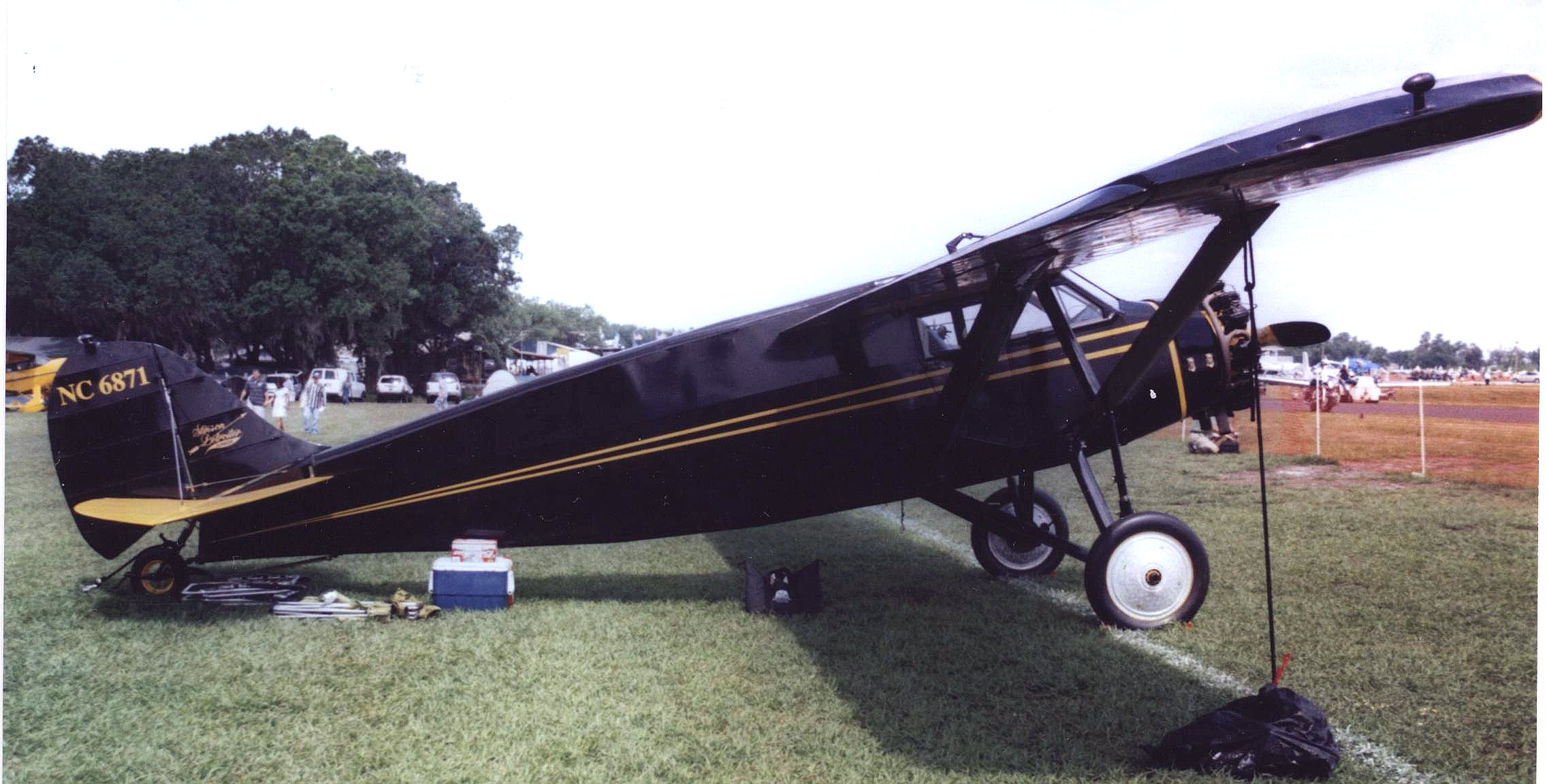
ستنسون اس إم-2.
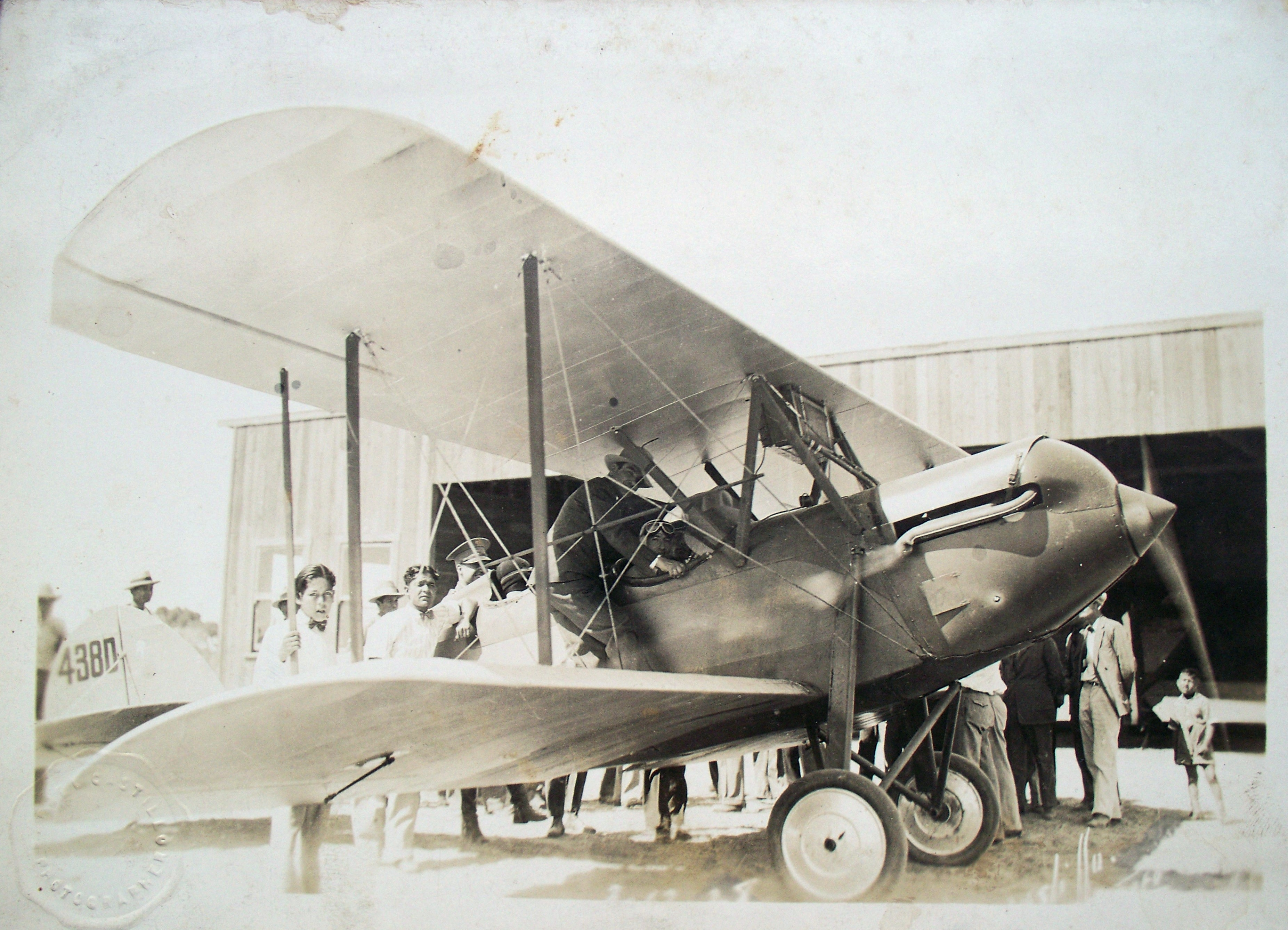
واكو 10.
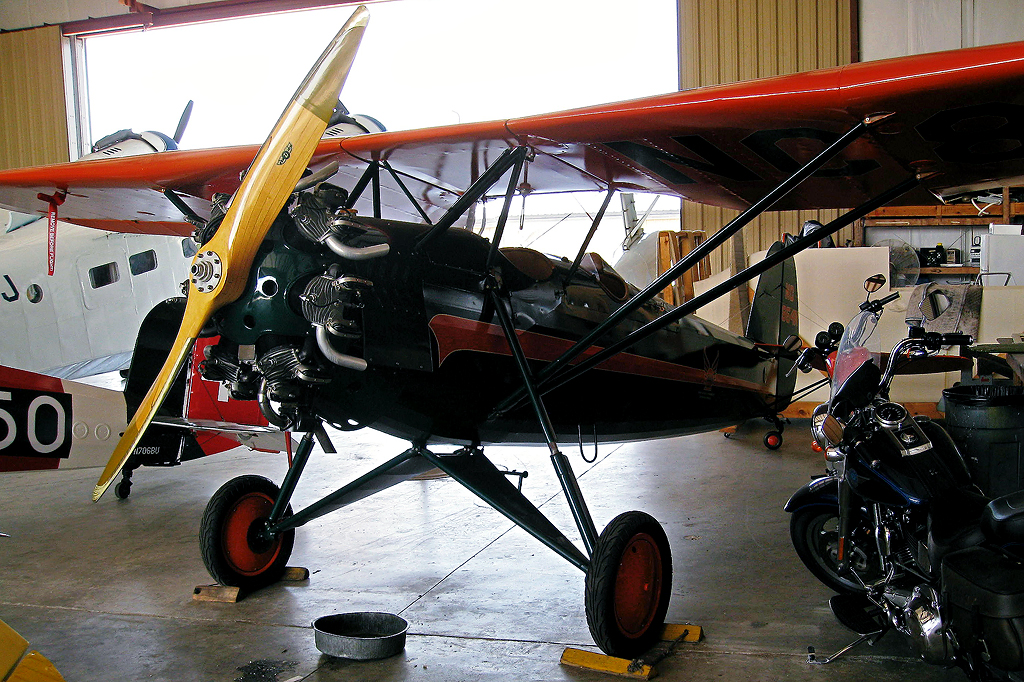
دافيس دي-1.

## روابط خارجية
- Transcribed manual